# Amatitlania
Amatitlania (Schmitter-Soto, 2007) è un genere di pesci ossei di acqua salata, simile ai generi Archocentrus e Cryptoheros, dai quali ha preso origine, dopo una riorganizzazione tassonomica operata da Juan Schmitter-Soto nel 2007.

## Tassonomia
Appartenente alla sottofamiglia Cichlasomatinae, questo genere comprende tre specie:
- Amatitlania kanna (Schmitter-Soto, 2007)
- Amatitlania nigrofasciata (Günther, 1867)
- Amatitlania siquia (Schmitter-Soto, 2007)